# کیک قورباغه
کیک قورباغه (انگلیسی: Frog cake) یک نوع دسر استرالیایی است که به شکل سر قورباغه تهیه می‌شود. این کیک اسفنجی با کرم پر می‌شود و با فوندانت پوشیده می‌شود. این کیک اولین بار در نانوایی بالفورز در سال ۱۹۲۲ تهیه شد و به زودی در سراسر استرالیای جنوبی به محبوبیت رسید. در اصل کیک قورباغه فقط در رنگ سبز تولید می‌شد اما بعدها با رنگ قهوه‌ای و صورتی نیز تولید شد. از آنجایی که دیگر نسخه‌ها مانند عید پاک و آدم‌برفی نیز تهیه می‌شدند، کیک قورباغه به‌طور خاص «استرالیایی جنوبی» شناخته شده‌است.

## محتوای درونی

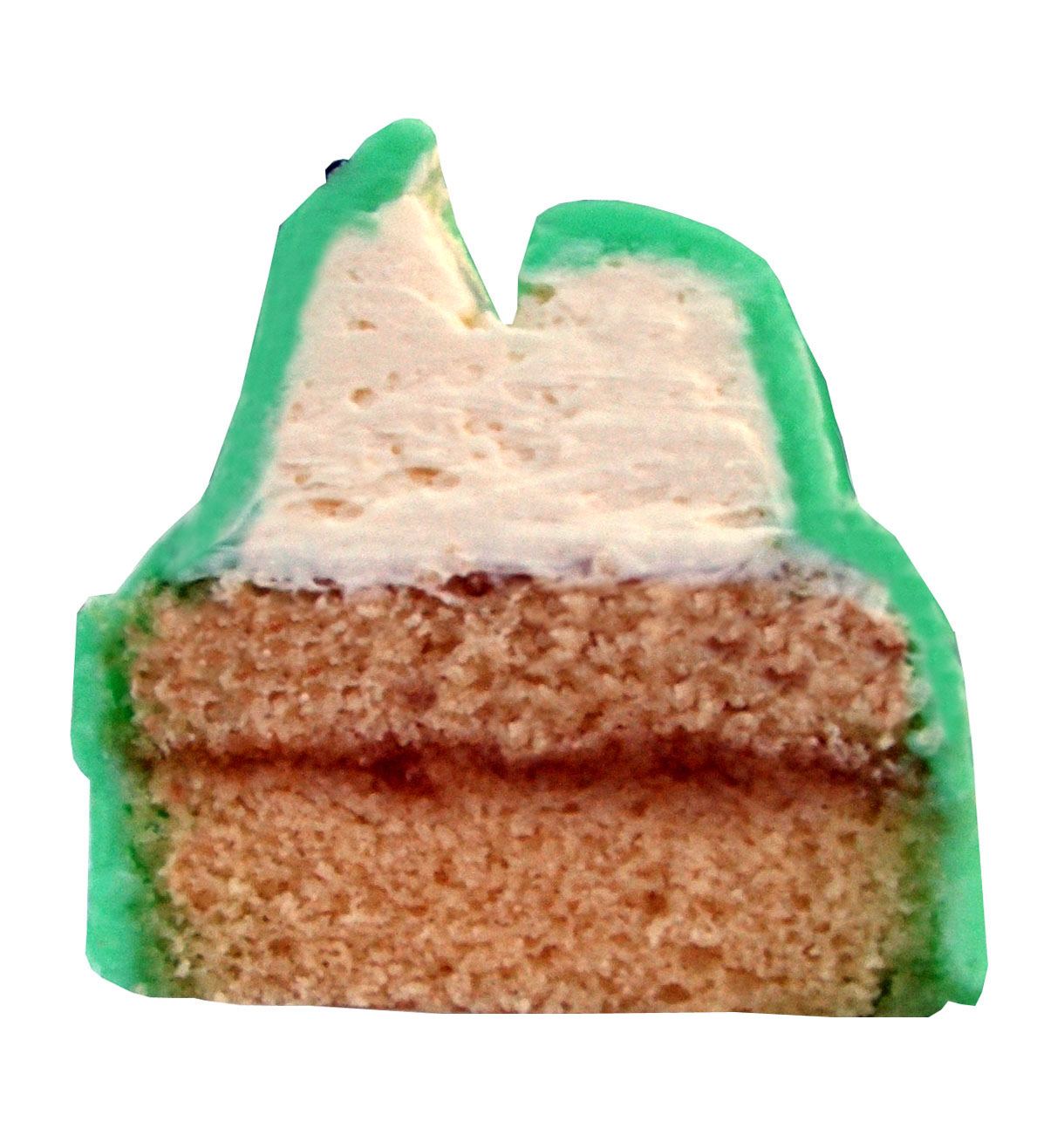
یک کیک قورباغه که درون کیک را نشان می‌دهد.

کیک قورباغه یک دسر کوچک است که یک قورباغه با دهان باز را نشان می‌دهد. درون آن با مربا پر شده‌است و بالای آن با خامه گیاهی و یک لایه ضخیم از فوندانت پوشیده شده‌است. زمانی که کیک تهیه شد، با یک چاقوی داغ دهان قورباغه بر روی کیک تشکیل می‌شود. چشم‌های قورباغه به صورت دستی به سر کیک اضافه می‌شوند.